# Congrés dels Pobles del Nord
El Congrés dels Pobles del Nord (Northern Peoples Congress NPC) fou un partit polític de Nigèria. Es va formar el juny de 1949, i va guanyar una influència considerable en la Regió del Nord de Nigèria en els anys 1950 i fins al cop militar de 1966 quan els partits foren prohibits.
Després de la Guerra Civil nigeriana de 1967, el NPC va esdevenir un partit menor
El dirigent d'aquest partit fou el Sardauna de Sokoto que també fou el Primer Ministre de la Regió del Nord, Ahmadu Bello. El seu adjunt Alhaji Abubakar Tafawa Balewa fou Primer ministre de Nigèria.
El seu emblema era una aixada.